# فرودگاه اولیور

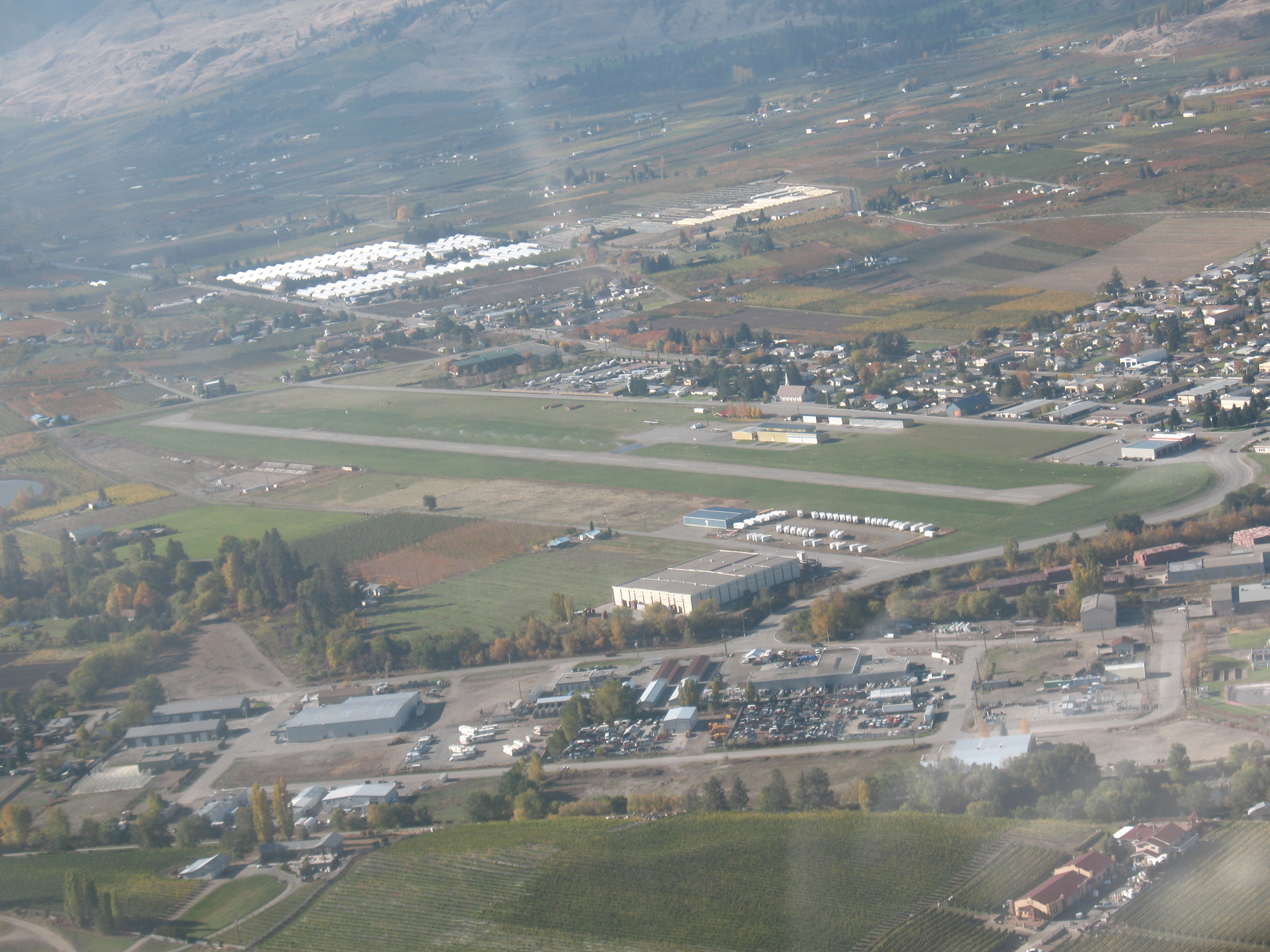
Photo of Oliver Airport (CAU3)

فرودگاه اولیور (به انگلیسی: Oliver Airport) یک فرودگاه همگانی است که یک باند فرود آسفالت دارد و طول باند آن ۹۷۵ متر است. این فرودگاه در کشور کانادا قرار دارد و در ارتفاع ۳۰۹ متری از سطح دریا واقع شده است.